# Microregiunea Gárdony
Microregiunea Gárdony (în maghiară Gárdonyi kistérség) a fost o microregiune statistică (kistérség) din județul Fejér, Ungaria.
Cu o populație de 27.686 locuitori și o suprafață de 265,15 km2, aceasta a existat până în 2014, când în Ungaria, microregiunile ”kistérségek” au fost înlocuite de districte (járások).